# Luboš Kubík
Luboš Kubík (Vysoké Mýto, 1964. január 20. –) cseh válogatott labdarúgó.

## Pályafutása

### Klubcsapatban
Pályafutását a Hradec Králové csapatában kezdte 1981-ben. Egy évvel később a Slavia Prahaba igazolt. A fővárosi együttesnek 1988-ig volt játékosa. 1989-ben az olasz Fiorentina igazolta le, ahol két évet töltött. 1991-ben a francia Metz-hez, majd 1993-ban a német Nürnberghez került. Később játszott még többek között az FK Drnovice, majd ismét a Slavia Praha, a Atlantic Lázně Bohdaneč, a Chicago Fire és a Dallas Burn csapataiban is.

### A válogatottban
1985 és 1993 között 17 alkalommal szerepelt a csehszlovák válogatottban és 3 gólt szerzett. Tagja volt az 1990-es világbajnokságon részt vevő csapat keretének. A cseh válogatottban 1994 és 1997 között 39 mérkőzésen lépett pályára és 10 alkalommal volt eredményes. Részt vett az 1996-os Európa-bajnokságon, ahol ezüstérmet szereztek.

## Sikerei, díjai
Slavia Praha
- Cseh kupa (1): 1996–97

Chicago Fire
- MLS bajnok (1): 1998
- Lamar Hunt U.S. Open Cup (2): 1998, 2000

Csehország
- Európa-bajnoki döntős (1): 1996

Egyéni
- MLS Év csapata (2): 1998, 1999

## Külső hivatkozások
- Luboš Kubík – a FIFA adatbázisában
- Luboš Kubík adatlapja a National-Football-Teams.com oldalon (angolul)

- Luboš Kubík (angol nyelven). FootballDatabase.eu
- Luboš Kubík (angol nyelven). eu-football.info
- Luboš Kubík (cseh nyelven). fotbal.cz, FAČR